# Bona gård

Bona gård är en herrgård belägen på Munsön i Ekerö kommun.

## Historik
Bona gård har alltsedan tidiga medeltiden varit det största godset på Munsön och när det omnämns för första gången 1185 ägs det av ärkebiskopen i Uppsala. På Bona gårds område uppfördes Munsö kyrka, en så kallad rundkyrka. Kyrkan blev en befäst tillflyktsplats för folket på Bona.
Gårdens område omfattade vid mitten av 1300-talet förutom Bona även jord i Norrby, Sundby, Skälby, Väsby, Östansund och den försvunna byn Glimabodhum i Munsö socken samt Stav, Husby, Ekeby och Sätra i Färentuna socken, Bro-Lövsta, Husbytorp i Upplands-Bro socken, Dävensö i Låssa socken, Bergby i Adelsö socken och Finkarby i Taxinge socken. Det finns brev daterade mellan 1250 och 1359 som visar att ärkebiskopen stundtals bodde på Bona gård. 1470 förlorade ärkebiskopen det pantsatta Bonagodset till Karl Knutsson (Bonde). 
Egendomen ärvdes sedan av Sten Sture den äldre och övergick vid hans död till kronan. Under 1500-talet bestod Bona av en by om tre mantal kronojord. Från mitten av 1600-talet förlänades Bona till olika frälsemän och gjordes senare till säteri och frälsejord.
Genom giftermålet med Elisabet Adlersköld 1719 innehade Johan Giertta godset och lät 1730 göra om det till ett fideikommiss vilket gjort att egendomen fortfarande är i släkten Gierttas ägo.
I trakten kring Bona gård existerar fortfarande flera torp och gårdar som lydde under Bona. Strax norr om huvudbyggnaden märks Eknäs (eller Ekenäs), som tidigare var utgård under Bona. Eknäs huvudbyggnad är ett ljusgult putsat timmerhus från 1900-talets början. I omgivningen ligger torpen Lindevik, Malmvik, Vattunöden, Gläntan  och Löten.

## Torp och gårdar under Bona

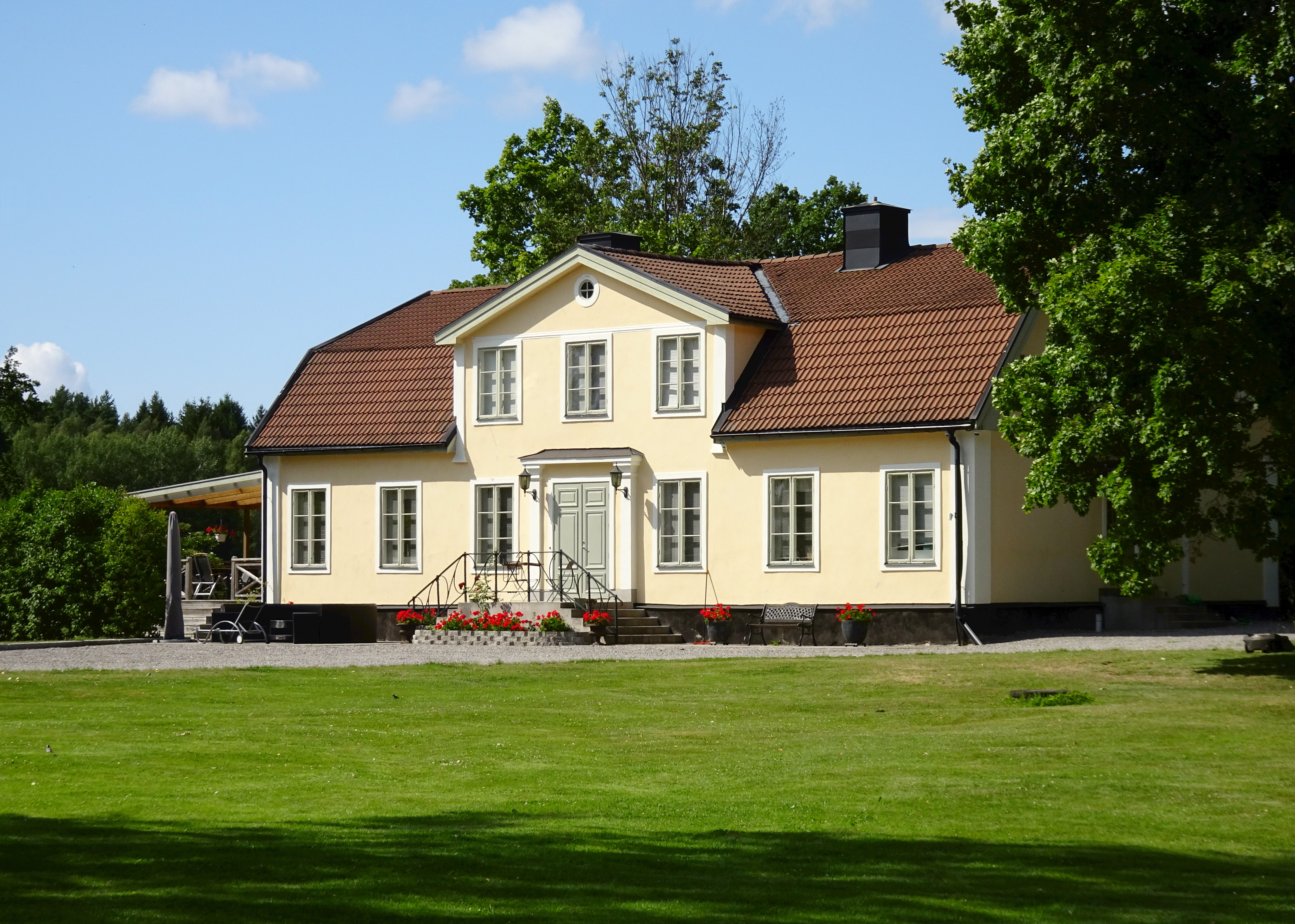
Eknäs, tidigare utgård under Bona
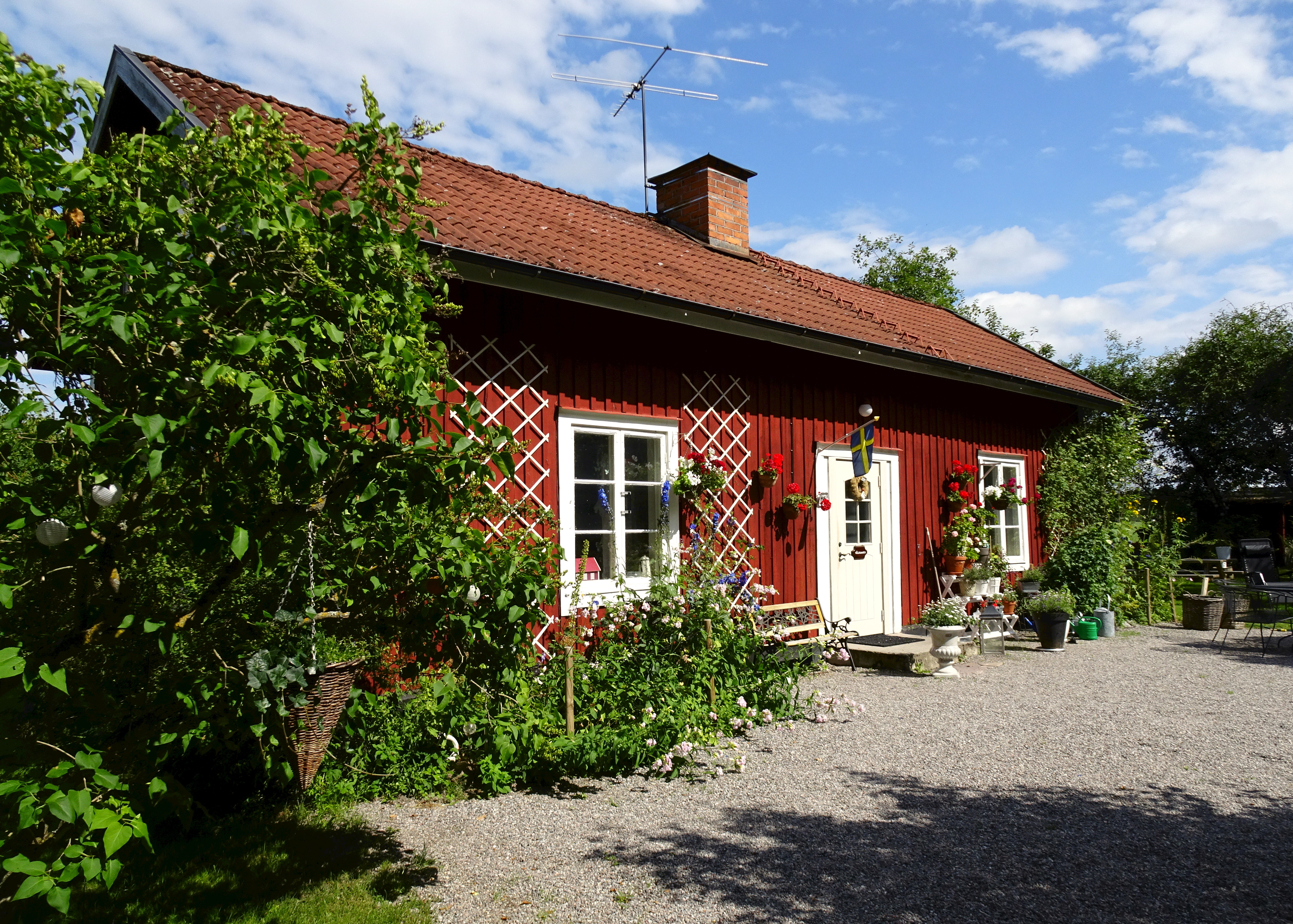
F.d. statarlänga vid Eknäs
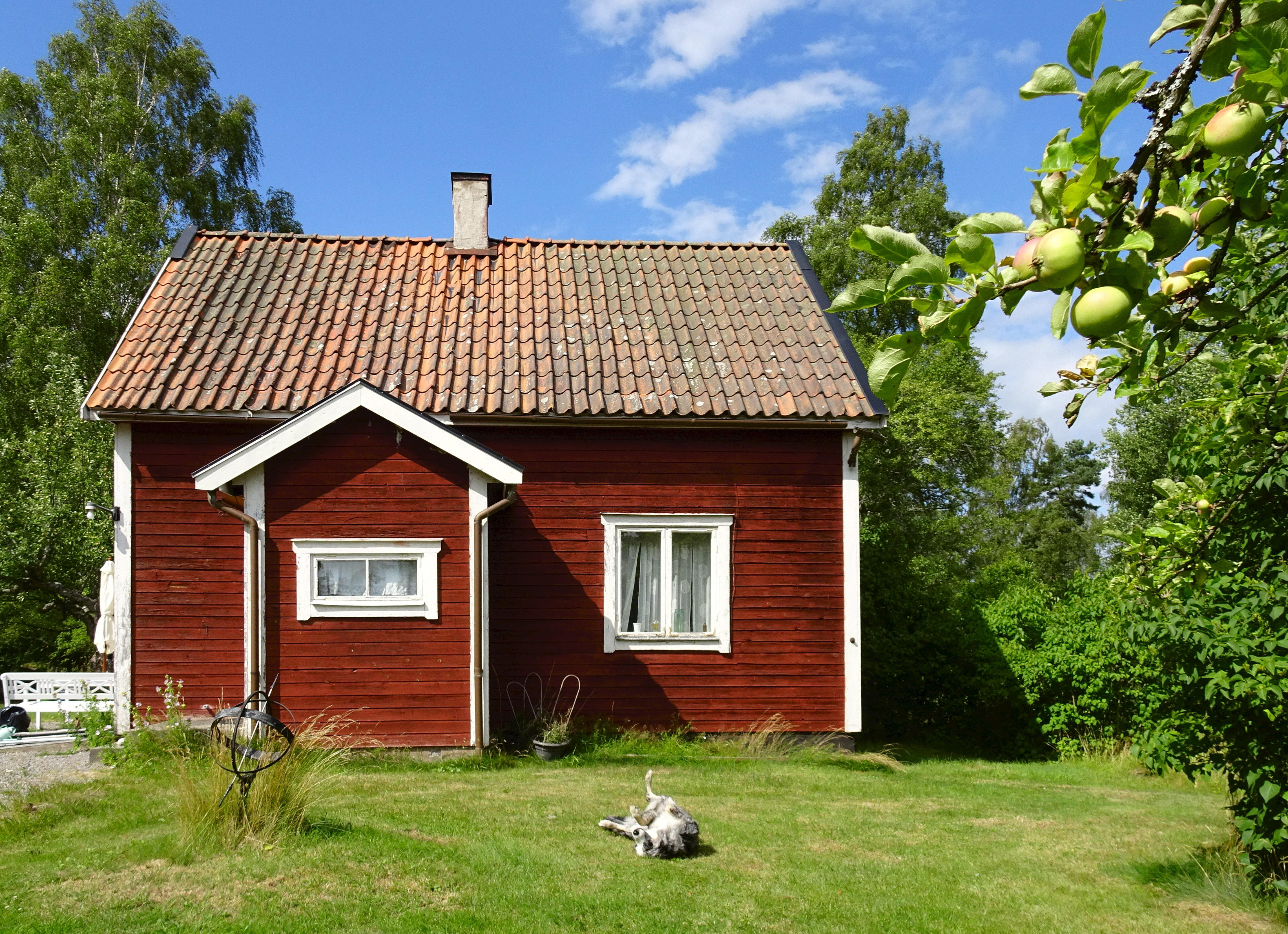
Lindevik
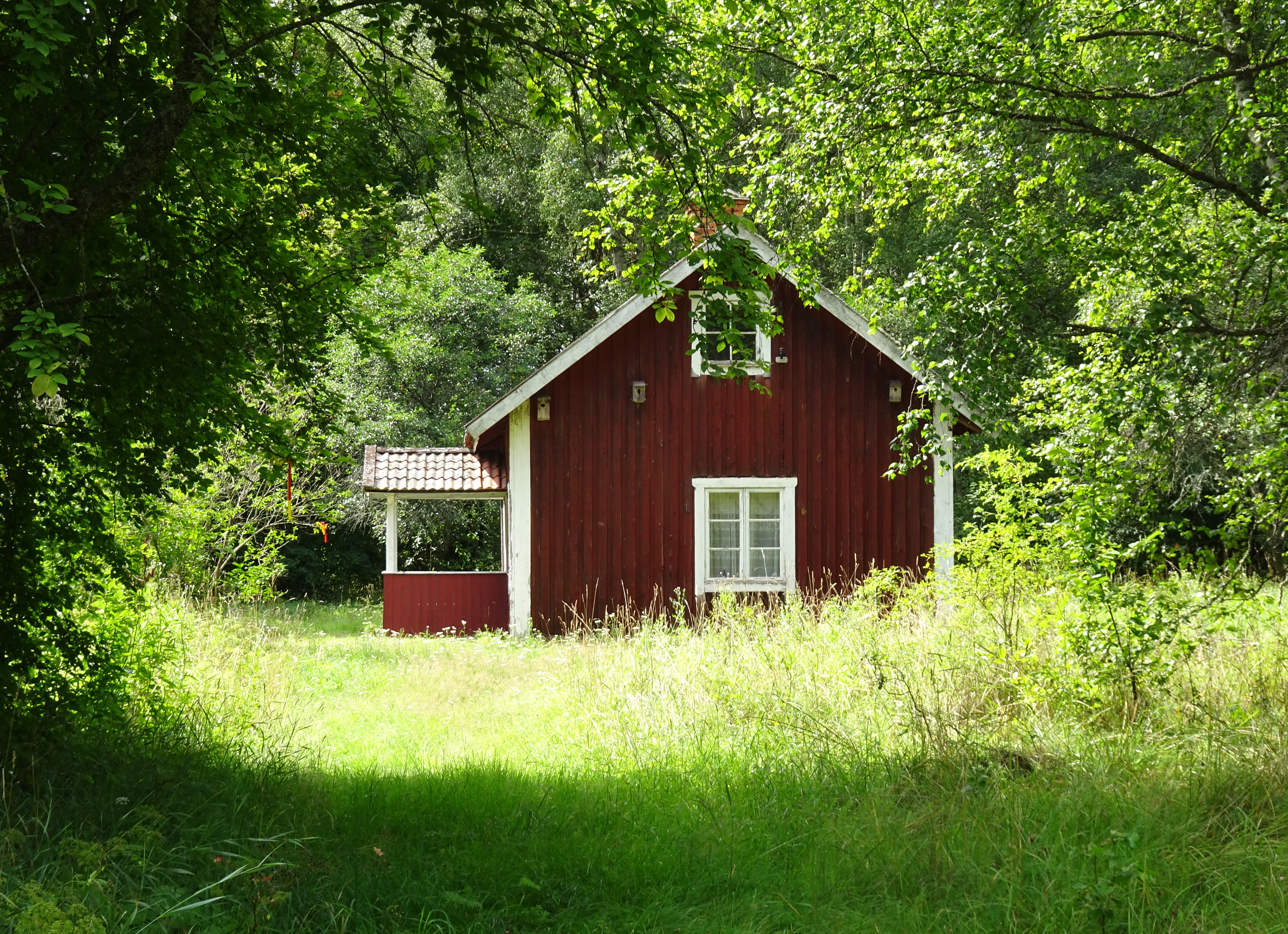
Malmvik
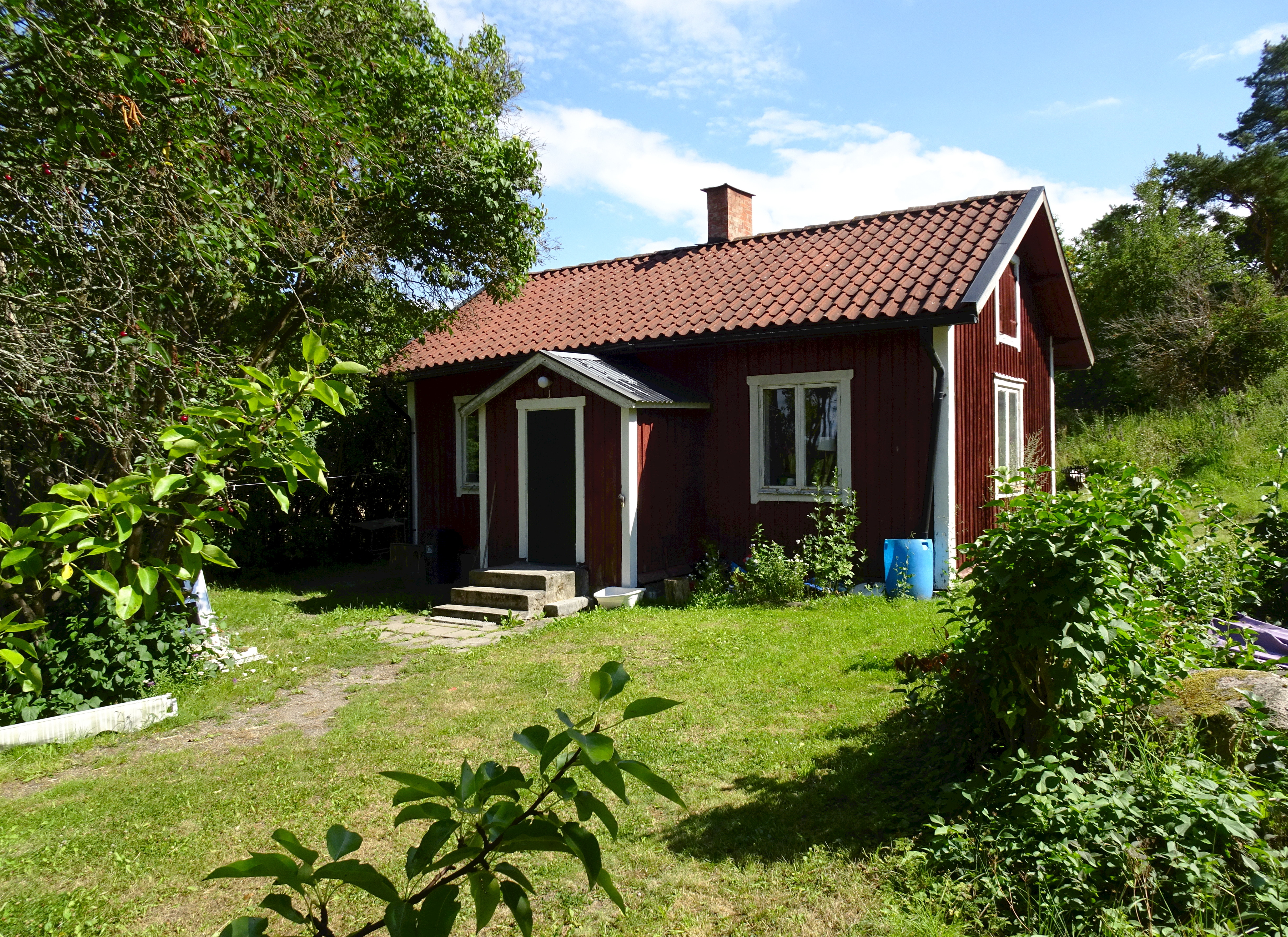
Vattunöden
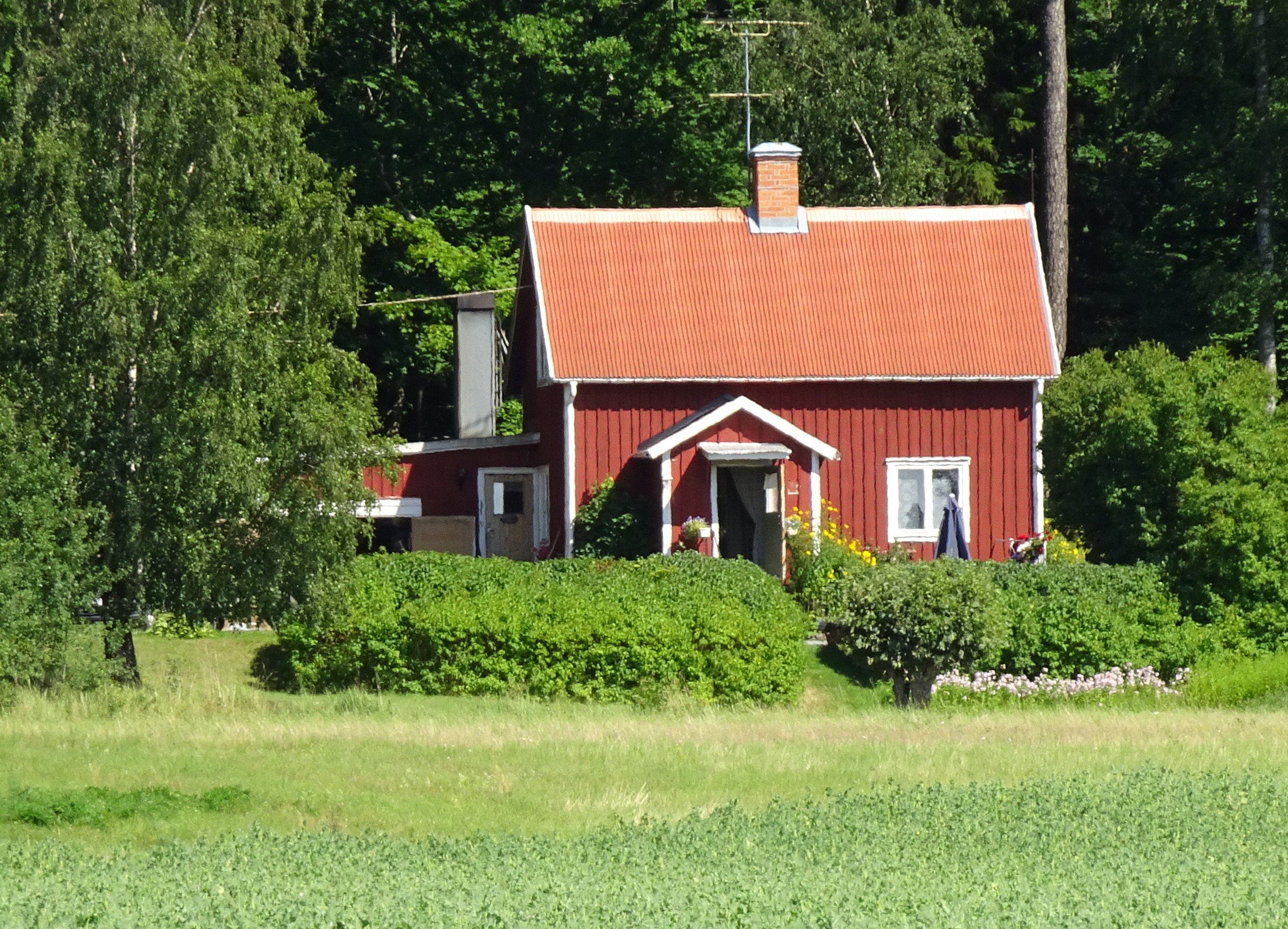
Löten